# ده فروزوند پایین
ده فیروزوند پایین،چراغعلی، روستایی از توابع بخش مرکزی شهرستان دلفان در استان لرستان ایران است
```
این روستا در موقعیت خوب از لحاظ آب و هوای و طبیعت قرار دارد و در این روستا یک رودخانه قدیمی وجود دارد و یک پل در این روستا هست که برای مسیر تردد روستا های مانند عزیزآباد سراب غضنفر به شهرستان نورآباد است.
```

## جمعیت
این روستا در دهستان نورعلی قرار دارد و براساس سرشماری محلی در سال 1403 جمعیت این روستا 223 نفر (42خانوار) بوده‌است.